# قورتلو قشلاق
قورتلو قشلاق (بالإنجليزية: Qurtlu Qeshlaq)‏ هي human-geographic territorial entity تقع في أردبيل في إيران. يقدر عدد سكانها بـ 41 نسمة .